# Polygonum krascheninnikovii
Polygonum krascheninnikovii là một loài thực vật có hoa trong họ Rau răm. Loài này được Czerep. miêu tả khoa học đầu tiên.